# Kołaczków (osada leśna w Polsce)
Kołaczków – osada leśna w Polsce, położona w województwie mazowieckim, w powiecie ciechanowskim, w gminie Opinogóra Górna.

## Podział administracyjny
W latach 1975–1998 miejscowość administracyjnie należała do województwa ciechanowskiego.